# Stenoxylita sasajii
Stenoxylita sasajii là một loài bọ cánh cứng trong họ Melandryidae. Loài này được Toyoshima miêu tả khoa học năm 2001.